# 李奎浩
李奎浩（韓語：이규호，1985年3月5日—），另有譯為李圭浩，是一名韓國男演員。

## 演出作品

### 電視劇
- 2001年：SBS《美麗的日子》[1]
- 2002年：MBC《禮物》
- 2003年：SBS《All In 真愛賭注》飾演 男學生
- 2012年：Super Action《Holyland（朝鲜语：홀리랜드 (2012년 드라마)）》》飾演 陳勝會/李奎浩
- 2014年：MBC《Triangle》飾演 大塊頭
- 2014年：OCN《壞傢伙們》飾演 雄哲的手下
- 2014年：KBS《Healer》飾演 吳容植
- 2015年：SBS《Remember—兒子的戰爭》
- 2015年：SBS《魔女之城》飾演 徐香經紀人
- 2016年：KBS2《鄰家律師趙德浩》飾演 大塊頭
- 2016年：SBS《羅青廉議員綁架事件》飾演 朴仁九的手下
- 2016年：KBS2《Master—麵條之神》
- 2016年：tvN《明星夥伴》飾演 黑道大哥的手下
- 2016年：SBS《浪漫醫生金師傅》飾演 具煌宇
- 2017年：KBS2《推理的女王》
- 2017年：SBS《重逢的世界》飾演 生魚片餐廳顧客
- 2018年：SBS《Switch—改變世界》飾演 白俊秀的高中同學(EP4)
- 2018年：MBC《壞爸爸》飾演 朴室長
- 2019年：KBS2《為何那樣，奉尚先生》飾演 耀丹
- 2019年：SBS《熱血司祭》飾演 巧克(EP14,26)
- 2019年：JTBC《加油吧威基基2》飾演 社長兒子(EP1)
- 2019年：MBC《異夢》飾演 尹世朱
- 2019年：SBS《金牌救援：Stove League》飾演 千興萬(EP2,12,13)
- 2020年：SBS《浪漫醫生金師傅2》飾演 具煌宇
- 2020年：JTBC《模範刑警》飾演 惡棍(EP14)
- 2020年：OCN《Missing：他們存在過》飾演 保安組長(EP7)
- 2020年：OCN《驅魔麵館》飾演 大傢伙
- 2022年：Netflix《紙房子：韓國篇》飾演 奧斯陸/商連[2][3]
- 2022年：TVING《Island》飾演 車禍騙子(EP1)
- 2023年：Coupang Play《誘餌》飾演 崔正泰(EP4)
- 2023年：SBS《模範計程車2》飾演 權斗植(EP2)
- 2023年：tvN《九尾狐傳1938》飾演 大蝦蟆(EP8~12)
- 2023年：tvN《無用的謊言》飾演 俱樂部保鑣(EP12,13)
- 2024年：KBS2《熨斗家族》飾演 楊吉順
- 2024年：tvN《假釋審查官李韓信》飾演 囚犯(EP10,11)
- 2025年：MBC《加州汽車旅館》飾演 Mr.權[4]

### 電影
- 2002年：《RU Ready?》飾演 熊
- 2002年：《拯救老公大作戰》飾演 手下
- 2002年：《蛋白質男孩》飾演 中級寫作班的孩子
- 2004年：《馬粥街殘酷史》飾演 野馬幫老大
- 2012年：《一千零一魘》飾演 陌生人
- 2013年：《超人姜寶尚》飾演 保鑣
- 2013年：《朋友2：繼承者時代》飾演 大塊頭
- 2014年：《海賊：汪洋爭霸》飾演 魚熊
- 2014年：《千王新世紀》飾演 黑幫黃博士
- 2015年：《上班女郎》飾演 員工
- 2015年：《危險的相見禮2》飾演 白首級
- 2015年：《隱祕的誘惑》飾演 大塊頭男
- 2016年：《王牌計中計》飾演 賢錫一夥人
- 2016年：《瘋謎-來看我吧》飾演 相機男
- 2016年：《賞金獵人 (電影)|賞金獵人》飾演 手下
- 2017年：《金權性內幕》飾演 野狗派成員
- 2017年：《虛擬城市》飾演 無線電男的聲音
- 2017年：《不汗黨：地下秩序》飾演 拍手的囚犯
- 2017年：《犯罪都市》飾演 春植幫行動隊長
- 2018年：《冠軍大叔》飾演 Punch
- 2019年：《國民英雄》飾演 襲擊皇甫潤、姜素賢的豬三兄弟
- 2019年：《老千：獨眼傑克》飾演 基道
- 2019年：《神之一手：鬼手篇》飾演 大塊頭
- 2019年：《雙劍》飾演 趙英權
- 2020年：《梨泰院之花》飾演 爵士酒吧老闆
- 2020年：《＃ALIVE》飾演 大塊頭感染者
- 2022年：《夜叉：浴血諜戰》飾演 中央地檢記者
- 2023年：《附身》飾演 里長
- 2024年：《金派特攻隊》飾演 大塊頭

### 綜藝
- 2023年：SBS《塊頭生存－吃胖瘦》[5]
- 2024年：SBS《體能之巔：百人大挑戰2》[6]

## 獲獎及提名列表
| 年份 | 頒獎典禮                    | 獎項                 | 作品 | 結果 |
| ---- | --------------------------- | -------------------- | ---- | ---- |
| 2024 | 第23屆 大韓民國最佳品牌大獎 | 大韓民國韓流演藝大獎 |      | 獲獎 |

## 外部連結
- 李奎浩的Instagram帳戶
- 李奎浩在NAVER上的资料
- 李奎浩在韩国电影数据库（KMDb）上的資料（韓語）
- 李奎浩在互联网电影资料库（IMDb）上的資料（英文）